# Leschenaultia reinhardi
Leschenaultia reinhardi är en tvåvingeart som beskrevs av Toma och Guimaraes 2002. Leschenaultia reinhardi ingår i släktet Leschenaultia och familjen parasitflugor.
Artens utbredningsområde är Tennessee. Inga underarter finns listade i Catalogue of Life.